# تپکه
تپکه (به لاتین: Tepke) یک منطقهٔ مسکونی در قرقیزستان است که در شهرستان آق‌سو، قرقیزستان واقع شده‌است. تپکه ۱٬۰۸۴ نفر جمعیت دارد و ۱٬۷۰۱ متر بالاتر از سطح دریا واقع شده‌است.